# Chesterton (Indiana)
Chesterton – miasto w Stanach Zjednoczonych, w stanie Indiana, w hrabstwie Porter.